# Куприн (посёлок)
Куприн — поселок в Воловском районе Тульской области в составе Двориковского сельского поселения.

## География
Поселок находится в юго-восточной части Тульской области на расстоянии приблизительно 13 км на восток-юго-восток по прямой от поселка Волово, административного центра района.

## История
В 1926 году здесь было учтено 5 дворов, в конце 1930-х годов — 17.

## Население
Постоянное население составляло 28 человек (1926 год), 6 (русские 100 %) в 2002 году, 3 в 2010.